# Liste du patrimoine immobilier classé de Lessines
Cette page regroupe l'ensemble du patrimoine immobilier classé de la ville belge de Lessines.
| Objet | Année de construction / Architecte | Adresse                        | Section communale | Coordonnées                      | Numéro d’inventaire | Illustration |
| --- | ---------------------------------- | ------------------------------ | ----------------- | -------------------------------- | ------------------- | --- |
| Hôpital Notre-Dame à la Rose : bâtiments avec annexes, ferme avec dépendances et ancien cimetière des religieuses avec monuments funéraires (M), place Alix du Rosoit                                      |                                    | Place Alix du Rosoit           |                   | 50° 42′ 45″ nord, 3° 49′ 53″ est | 55023-CLT-0001-01   | Hôpital Notre-Dame à la Rose : bâtiments avec annexes, ferme avec dépendances et ancien cimetière des religieuses avec monuments funéraires (M), place Alix du Rosoit                                      |
| L'église Saint-Pierre |                                    |                                |                   | 50° 42′ 44″ nord, 3° 49′ 52″ est | 55023-CLT-0002-01   | L'église Saint-Pierre |
| Platane |                                    | Rue Saint-Pierre, n°19         |                   | 50° 42′ 40″ nord, 3° 49′ 53″ est | 55023-CLT-0004-01   | Image manquanteTéléverser |
| Château de l'Estriverie : château et dépendances (façades et toitures) et pont surplombant les douves (M) et parc (S)                                                                                      |                                    | Rue de Gages                   |                   | 50° 42′ 10″ nord, 3° 52′ 44″ est | 55023-CLT-0005-01   | Château de l'Estriverie : château et dépendances (façades et toitures) et pont surplombant les douves (M) et parc (S)                                                                                      |
| L'église Saint-Martin |                                    |                                |                   | 50° 43′ 50″ nord, 3° 51′ 05″ est | 55023-CLT-0007-01   | L'église Saint-Martin |
| Orgues de l'église Saint-Martin |                                    |                                |                   | 50° 43′ 15″ nord, 3° 46′ 50″ est | 55023-CLT-0008-01   | Image manquanteTéléverser |
| L'église Saint-Léger |                                    |                                |                   | 50° 41′ 39″ nord, 3° 48′ 02″ est | 55023-CLT-0009-01   | Image manquanteTéléverser |
| Presbytère (façades et toitures), place de Ghoy, n°16 (M) |                                    | Place de Ghoy n°16             |                   | 50° 43′ 42″ nord, 3° 48′ 37″ est | 55023-CLT-0012-01   | Image manquanteTéléverser |
| Les installations du chargeur mécanique à bateaux situées rue René Magritte à Lessines |                                    | Rue René Magritte, te Lessines |                   | 50° 42′ 50″ nord, 3° 50′ 04″ est | 55023-CLT-0014-01   | Image manquanteTéléverser |
| L'ensemble de l'Hôpital Notre-Dame à la Rose à l'exception des bâtiments annexes de la ferme avec dépendances et de l'ancien cimetière des religieuses avec monuments funéraires, à l'exclusion de l'orgue |                                    |                                |                   | 50° 42′ 47″ nord, 3° 49′ 54″ est | 55023-PEX-0001-01   | L'ensemble de l'Hôpital Notre-Dame à la Rose à l'exception des bâtiments annexes de la ferme avec dépendances et de l'ancien cimetière des religieuses avec monuments funéraires, à l'exclusion de l'orgue |